# Федон (Платон)

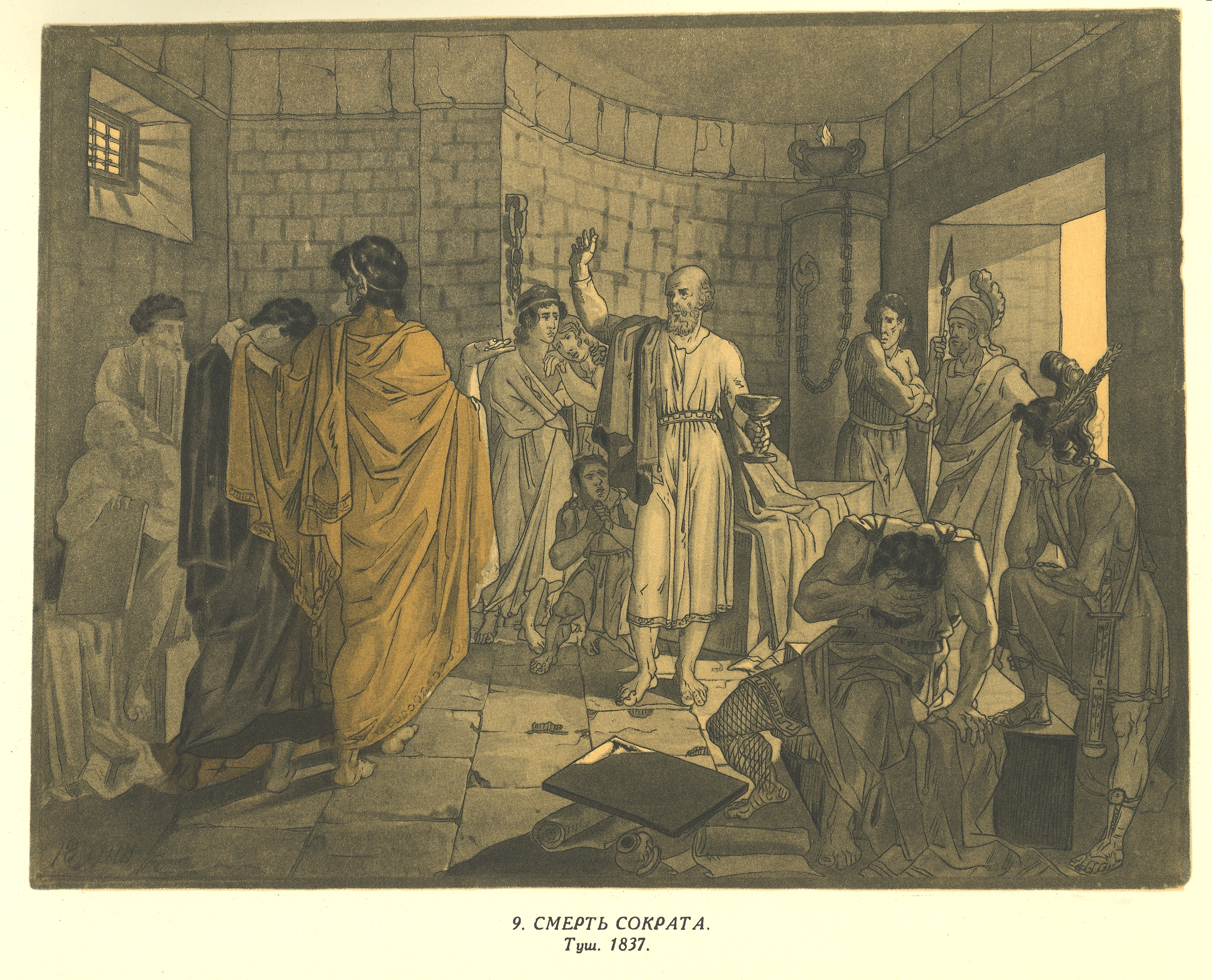
«Смерть Сократа». Картина Тараса Шевченка 1837 року

«Федо́н» — ранній діалог Платона. В цьому творі описується розмова Сократа зі своїми учнями незадовго до страти, обґрунтовується існування безсмертної душі та хибності натурфілософії.

## Зміст

### Вступ
Піфагорієць Ехекрат з Фліунта, зустрівшись з учнем Сократа Федоном з Еліди, присутнім при смерті Сократа, просить його розповісти про останні години життя вчителя. Федон говорить про відвідування Сократа перед його стратою і настрої учнів. Далі він веде мову про різні речі, говорячи від імені Сократа.
Сократ міркує про вищу єдність задоволення і страждання з приводу зняття з нього кайданів перед стратою. Філософ згадує, чому став перекладати в вірші Езопові байки: цього вимагали його останні сновидіння. Сократ доводить, чому самогубство неприпустиме: життя людини залежить від богів, які після смерті дають за добрі вчинки краще життя. Справжні філософи, за Сократом, бажають тільки одного — «вмирання і смерті», і обґрунтовує чому.

### Перша частина
Сократ вважає, що життя тіла, і зокрема різного роду тілесні задоволення, заважають чистому мисленню. А тільки чистим мисленням пізнаються суті речей, тому безпристрасні міркування є шляхом до істини. Цілком долучитися до досконалого розуму можна лише в потойбічному світі, по відмові душі від тіла. З такого розуму витікають чесноти і філософія.
Один з учнів Сократа, Кебет, сумнівається чи може душа після смерті тіла мислити. Сократ наводить чотири докази безсмертя душі.

### Друга частина
Перший аргумент. Спочатку викладається міф про переселення душ з тіла в тіло. Все переходить з одного в інше: якщо є більше, отже є менше, є роз'єднання і з'єднання, охолодження і нагрівання. Все має свою протилежність, а отже, вмиранню протистоїть оживання. Без постійного переходу протилежностей одна в одну все зупинилося і світ перестав би існувати. Душа після смерті тіла має переходити в інший стан вже без земного тіла, а неземна душа знову переходить в земне існування, тобто здійснюється кругообіг душ.

### Третя частина
Другий аргумент. Люди завжди за допомогою одного згадують що-небудь інше. Наприклад, бачачи рівні речі, люди згадують поняття рівності. Однак рівні предмети насправді хоч у чомусь різні і в матеріальному світі немає ніяких підстав для виникнення поняття про рівність. Отже, поняття існує поза речами. Так само є поняття прекрасного, доброго, справедливого, священного і взагалі всього сущого.
Сприйняті чуттєво предмети не здатні самі по собі створювати чисте поняття про свою сутність, а тільки викликають спогади. З цього слідує, що душі існували до народження людей, а в кругообігу душ після існування в тілі вони знову будуть десь поза матеріальним світом.

### Четверта частина
Третій аргумент. Окремі предмети завжди різні, знаходяться в протиріччі самі з собою і між собою. Душа ближча і подібна до невидимих істот, а тіло — до видимих. Душа і тіло складають цілісність, проте душа ближча до незмінного, божественного, керівного, а тіло — до мінливого, земного і керованого. Тіло містить всі якості, що протилежні душі, але вони доповнюють одне одного.
Однак якщо тіло за допомогою різних штучних прийомів (наприклад, бальзамування) може довго зберігатися, то так само і душа може існувати без тіла. Якщо за життя вона була чистою, розумною, то таке ж буття продовжує з богами. Потворна, нерозумна, близька до тіла душа, продовжує бути такою потворною і в потойбічному світі. В першому випадку вона отримує нагороди, а в другому — покарання і подальше переселення в грубі тваринні тіла. Далі слідує невелика інтермедія, в якій викладаються сумніви учнів Сократа щодо запропонованого ним вчення про душу.
Сократ дає глибше вчення про душу. Піфагореєць Сіммій каже: якщо душа така, як змалював Сократ, то вона подібна до гармонії звуків, що видаються лірою. Так що якщо ліра загинула, то тим самим загинула і гармонія її звуків. Втручається Кебет: якщо душа і існує до тіла, то ще невідомо, чи буде вона існувати також і після смерті тіла; якщо існуватиме після смерті тіла і навіть якщо потім ще перетвориться в кілька різних тіл, то чи не зноситься і врешті не загине?
Починається інтермедія про необхідність довіряти тільки істинному міркуванню, а не слабким людським вчинкам і словам. Сократа пояснює: душа не є гармонія, а існує до тіла у вигляді сутності. Перш ніж бути ладом або настроєм тіла, душа є самобутньою і не вимагає тіла для свого існування.

### П'ята частина
Четвертий аргумент. Сократ розповідає про свої колишні заняття натурфілософією і критикує їхнє бачення причин всього як тільки фізичних. Якщо до одиниці додати іншу одиницю, вийде двійка; але ця ж двійка вийде і в тому випадку, якщо одиницю розділити на дві частини. виникає суперечність, отже, причина отримання двійки не в збільшенні одиниці і не в її поділі. Дослідження фізичних причин ні до чого не приводить. Навіть у Анаксагора з його вченням про космічний Розум залишається невідомим, чому Земля пласка або кругла і як виник фізичний світ. Перебування Сократа у в'язниці є результат зовсім не будови його тіла, але вироку афінян і його власного небажання залишати цю в'язницю.
Філософ доводить, що справжньою причиною речей є те, що в них існує саме по собі. Великий розмір речі залежить від того, що їй властива величина, і висока людина не головою більша за низьку, але в силу своєї належності до високих. Причиною різниці є ідея зросту. Однак якщо Сіммій нижчий за Федона і вищий за Сократа і відразу відповідає ідеї великої величини і малої, то це не означає, що самі поняття великого і малого змішуються або переходять одне в інше. Це значить тільки те, що велике і мале беруться тут не абсолютно, але тільки в порівнянні з будь-чим іншим, тобто відносно. Змішується і переходить одне в інше те, що підпорядковане цим поняттям, але не самі поняття. Якщо підпорядковане одному поняттю стає підлеглим іншого поняття, то перше поняття відступає або гине для даного предмета. Тому речі хоча і не протилежні одна одній, наприклад вогонь і сніг або двійка і трійка, але належать протилежним ідеям, тобто поняттям тепла і холоду або поняттям парності і непарності. Вогонь, перетворюючись на сніг, втрачає ідею холоду, і двійка, перетворюючись на трійку, втрачає ідею парності.
Як парність несумісна з непарними, так і душа, будучи життям тіла, несумісна з його смертю. Коли вмирає тіло, то душа не вмирає, а тільки відступає від тіла. Якщо незнищенна парність, коли парна двійка стає непарною трійкою, а тільки відсторонюється від трійки, то і коли вмирає тіло, душа зовсім не вмирає, а продовжує бути незнищенною, хоча вже і відділяється від свого тіла.

### Шоста частина
Якби зі смертю тіла гинула і душа, то поганим людям не було б чого боятися. Але позаяк душа після смерті тіла залишається, вона несе на собі сліди всіх злочинів, скоєних нею за життя тіла. Праведні душі спокійно займають своє належне місце в Аїді. Злі ж душі чинять опір, бояться, їх насильно тягне відповідний геній (демон), і вони відчувають в Аїді страждання і покарання, поки «силою необхідності» не будуть переселені туди, куди заслуговують.

### Сьома частина
Сократ описує Землю: будучи кулею, вона перебуває в рівновазі в центрі світу серед однорідного неба. Оскільки вона дуже велика, відома тільки мала її частина від Фазісу до Гераклових Стовпів. На противагу цій Землі є «справжня» Земля, що знаходиться під самими небесами, в чистому ефірі, утворюючи собою різнокольоровий дванадцатигранник. Наш світ є тільки її приблизним відображенням. Перераховуються численні яскраві і красиві кольори. На тій Землі прекрасна рослинність, камені і гори, подібні до коштовностей, багато благородних металів, золота і срібла, ніколи не хворіють люди, стоять храми, в яких мешкають самі боги, священні гаї, повсюди панує загальне блаженство.
Повертаючись до зображення Землі, Платон дає її детальну міфологічну геологію, географію і метеорологію, включаючи опис підземного світу з його річками та озерами, а також місцями покарання, очищення, нагородження і блаженства людей в залежності від характеру земного життя і в зв'язку з призначенням для них за законами долі нового втілення.

### Фінал
Сократ прощається з учнями і заповідає турбуватися самим про себе, а його тіло поховати як самі вважають за потрібне. Сократ випиває отруту, лягає і поступово втрачає відчуття. Критон лишається поряд і закриває мертвому Сократу очі.